# Giro della Liguria 2003
Il Giro della Liguria 2003, terza edizione della corsa, si svolse su 4 tappe (la terza suddivisa in 2 semitappe), dal 19 al 22 febbraio 2003, su un percorso di 540,3 km, con partenza da Arenzano e arrivo a Savona, in Italia. La vittoria fu appannaggio dell'italiano Danilo Di Luca, che completò il percorso in 13h26'27", alla media di 40,198 km/h, precedendo i connazionali Giuseppe Palumbo e Wladimir Belli.

## Tappe
| Tappa  | Data        | Percorso                                | km    | Vincitore di tappa | Leader cl. generale |
| ------ | ----------- | --------------------------------------- | ----- | ------------------ | ------------------- |
| 1ª     | 19 febbraio | Arenzano > Diano Marina                 | 141   | Andrea Ferrigato   | Andrea Ferrigato    |
| 2ª     | 20 febbraio | Pietra Ligure > Andora                  | 162,3 | Giuseppe Palumbo   | non conosciuto      |
| 3ª-1   | 21 febbraio | Alassio > Alassio                       | 71,4  | Jimmy Casper       | non conosciuto      |
| 3ª-2   | 22 febbraio | Varazze > Alpicella (cron. individuale) | 11,6  | Danilo Di Luca     | non conosciuto      |
| 4ª     | 23 febbraio | Andora > Savona                         | 154   | Gabriele Balducci  | Danilo Di Luca      |
| Totale | Totale      | Totale                                  | 540,3 |                    |                     |

## Dettagli delle tappe

### 1ª tappa
- 19 febbraio: Arenzano > Diano Marina – 141 km

Risultati
| Pos. | Corridore        | Squadra      | Tempo    |
| ---- | ---------------- | ------------ | -------- |
| 1    | Andrea Ferrigato | Alessio      | 3h32'06" |
| 2    | Paolo Bossoni    | V. Caldirola | s.t.     |
| 3    | Jaroslav Popovyč | Landbouwkr.  | s.t.     |

| Pos. | Corridore        | Squadra | Tempo |
| ---- | ---------------- | ------- | ----- |
| 1    | Andrea Ferrigato | Alessio | ?     |

### 2ª tappa
- 20 febbraio: Pietra Ligure > Andora – 162,3 km

Risultati
| Pos. | Corridore        | Squadra      | Tempo    |
| ---- | ---------------- | ------------ | -------- |
| 1    | Giuseppe Palumbo | De Nardi     | 4h23'35" |
| 2    | Paolo Bossoni    | V. Caldirola | s.t.     |
| 3    | Fabio Baldato    | Alessio      | s.t.     |

### 3ª tappa, 1ª semitappa
- 21 febbraio: Alassio > Alassio – 71,4 km

Risultati
| Pos. | Corridore     | Squadra      | Tempo    |
| ---- | ------------- | ------------ | -------- |
| 1    | Jimmy Casper  | fdjeux.com   | 1h05'40" |
| 2    | Elio Aggiano  | F. Pinzolo   | s.t.     |
| 3    | Paolo Bossoni | V. Caldirola | s.t.     |

### 3ª tappa, 2ª semitappa
- 21 febbraio: Varazze > Alpicella - (Cron. individuale) – 11,6 km

Risultati
| Pos. | Corridore        | Squadra  | Tempo  |
| ---- | ---------------- | -------- | ------ |
| 1    | Danilo Di Luca   | Saeco    | 20'37" |
| 2    | Wladimir Belli   | Lampre   | a 14"  |
| 3    | Giuseppe Palumbo | De Nardi | a 20"  |

### 4ª tappa
- 22 febbraio: Andora > Savona – 154,4 km

Risultati
| Pos. | Corridore         | Squadra      | Tempo    |
| ---- | ----------------- | ------------ | -------- |
| 1    | Gabriele Balducci | V. Caldirola | 4h04'29" |
| 2    | Bernhard Eisel    | fdjeux.com   | s.t.     |
| 3    | Volodymyr Duma    | Landbouwkr.  | s.t.     |

| Pos. | Corridore        | Squadra  | Tempo     |
| ---- | ---------------- | -------- | --------- |
| 1    | Danilo Di Luca   | Saeco    | 13h26'27" |
| 2    | Giuseppe Palumbo | De Nardi | a 10"     |
| 3    | Wladimir Belli   | Lampre   | a 14"     |

## Ordine d'arrivo (Top 10)
| Pos. | Corridore        | Squadra         | Tempo     |
| ---- | ---------------- | --------------- | --------- |
| 1    | Danilo Di Luca   | Saeco           | 13h26'27" |
| 2    | Giuseppe Palumbo | De Nardi        | a 10"     |
| 3    | Wladimir Belli   | Lampre          | a 14"     |
| 4    | James Burrow     | Amore & Vita    | a 26"     |
| 5    | Peter Farazijn   | Cofidis         | a 27"     |
| 6    | Paolo Bossoni    | Vini Caldirola  | a 35"     |
| 7    | Timothy Jones    | Amore & Vita    | a 44"     |
| 8    | Ruggero Marzoli  | Alessio         | s.t.      |
| 9    | Volodymyr Duma   | Landbouwkrediet | a 45"     |
| 10   | Francisco Vila   | Lampre          | a 50"     |